# 路易·勒鲁瓦

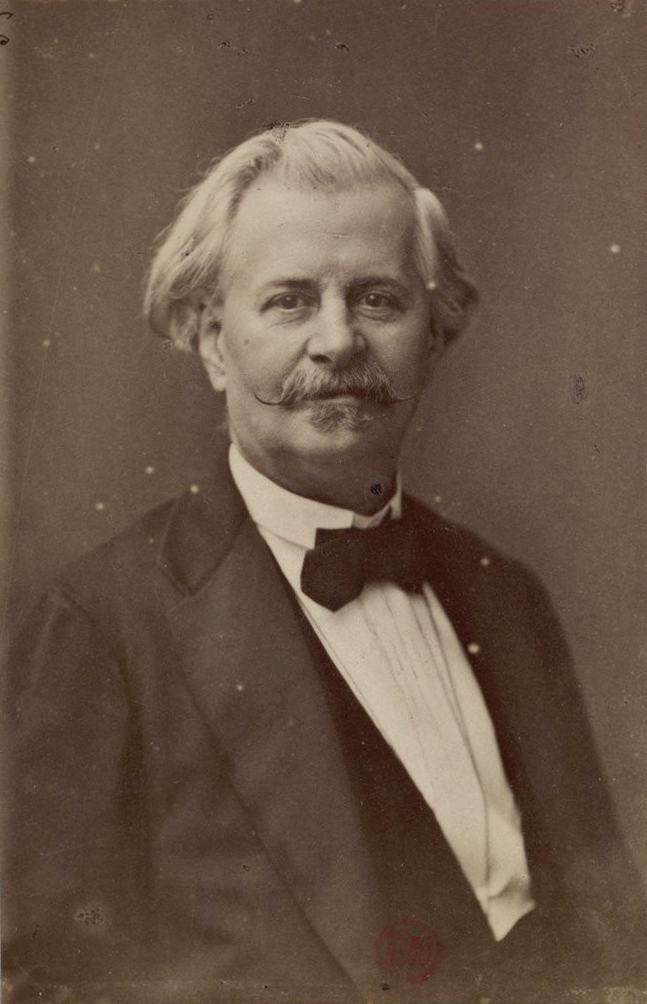
路易·勒鲁瓦

路易·勒鲁瓦（1812年—1885年）是19世纪法国版画家和剧作家。他根據克勞德·莫奈的画作印象·日出创造了“印象派”一词来讽刺當時的艺术家。该詞随后被艺术家们自己采用。